# Thespian
Thespian je mluvící humanoidní robot. Je plně programovatelný a ve světě se využívá například jako pomocník na rozlehlých letištích nebo jako průvodce v muzeích. V Česku jsou dva exponáty. Jeden exemplář, RoboThespian, je libereckém science centru iQLANDIA. Druhý exemplář, RoboThespian, je v Planetáriu Ostrava. Pořízení robota přišlo centrum na přibližně dva miliony korun.

## Popis
RoboThespian měří 175 centimetrů a váží 33 kilogramů. Je humanoidní, to znamená, že jeho konstrukce je podobná člověku. Má končetiny s prsty i ohebnými klouby. Je pamatováno i na detaily v obličeji – Thespian má oči, uši i nos. Robot nemá umělou inteligenci, ovládá se pomocí blízkého dotykového displeje, kde se dá přesně nastavit, co bude říkat a jak se bude hýbat. Thespian v iQLANDII ovládá čtyři jazyky – češtinu, polštinu, němčinu a angličtinu. Thespian v Planetáriu Ostrava ovládá přes 20 jazyků a množství dialektů.
Základ robota tvoří počítač s výkonným procesorem a diskem, na kterém jsou uložené všechny pohybové funkce a operační prostředí. První Thespian byl vyroben už v roce 2005.

## Avatar
RoboThespian také může mluvit hlasem skutečného člověka. V iQlandii v Liberci se několikrát během dne spouští tzv. online mód, kdy robot reaguje na otázky návštěvníků v reálném čase.

## Využití
Thespian se dosud využívá v patnácti zemích světa. Pomáhá například s orientací na velkých letištích, nebo jako průvodce v muzeích.